# Хасан II
Мулай Хасан Алауї (9 липня 1929 — 23 липня 1999) — король Марокко з 3 березня 1961 до своєї смерті. Батько п'яти дітей, у тому числі нинішнього короля Могамеда VI і його Королівської Високості принца Мулая Рашида.

## Біографія

### Дитинство
Король Мулай Хасан Алауї народився 9 липня 1929 року у столиці Марокко місті Рабаті. Початкову освіту майбутній король Марокко отримав у королівському палаці.
Після закінчення школи 1941 року продовжив освіту в Імператорському коледжі під керівництвом найкращих вчителів країни. Отримавши звання бакалавра, принц Хасан вступив до університету Бордо (Франція)  1952-о та отримав ступінь магістра юриспруденції. З самого початку навчання принца його батько Король Мухаммед V залучав спадкоємця до участі у вирішенні важливих проблем країни, готуючи до майбутнього царюванню.

### Юність
Починаючи з сорокових років XX століття, майбутній король активно бере участь в політичному житті країни та світу.
У серпні 1953 року за вказівкою французької адміністрації протекторату Марокко, вся королівська сім'я, включаючи принца Хасана була заслана на Корсику, а, потім, на Мадагаскар, звідки повернулася на батьківщину у листопаді 1956 року.
При своєму батькові королі Мухаммеді V, принц Хасан виконував роль політичного радника з низки важливих питань, у тому числі й при переговорах про надання незалежності Марокко у лютому 1956 року.
Після надання незалежності Марокко, Король Мухаммед V призначив принца Хасана начальником штабу збройних сил країни. 9 липня 1957 року принц Хасан офіційно був оголошений принцом-наступником Марокко. Він очолював ряд марокканських урядових делегацій: у травні 1956-о вів переговори у Парижі про створення марокканської армії, у червні 1956 і у січні 1957-о представляв Марокко на переговорах з Іспанією, 1956-о і 1959-о року в Парижі брав участь у переговорах з мирного врегулювання алжирської проблеми. У 1958—1959 роках принц Хасан відвідав з офіційними візитами Саудівську Аравію, Францію, Ліван, Італію, Туніс, Об'єднану Арабську Республіку. 1957-о, 1959-о і у 1960 роках він виконував обов'язки голови держави під час закордонних поїздок короля Мухаммеда V. У травні 1960 року, коли король особисто очолив уряд, принц-наступник зайняв пост заступника прем'єр-міністра.

### На престолі
3 березня 1961, незабаром після смерті Мухаммеда V, принц вступаючи на престол, у своїй тронній промові сказав: 
|  | Я натхненний прикладом мого благородного батька, який навчав зберігати гідність за будь-яких обставин… Вступаючи на престол моїх славних предків, я готовий віддати всі свої сили для захисту інтересів моєї країни, якою буду щиро і безкорисливо служити. Моє серце назавжди належить моєму народові… |

 і був проголошений Королем Марокко.

#### Нова конституція
Згідно з конституцією Марокко, яку Хасан II затвердив у 1970, Королю належить вся повнота влади, як світська, так і духовна. Король самостійно призначає прем'єр-міністрів та формує уряд.

#### Замахи
На Короля Хасана II були здійснені дві спроби замаху.
Першу зроблено 10 липня 1971 року. Курсанти військового училища, на чолі яких стояв директор королівського військового кабінету генерал Мухаммад Медбух, вчинили напад на королівський палац Схірат поблизу Рабата в момент, коли там проходив дипломатичний прийом з нагоди дня народження короля. Королівські війська заколот придушили. Король Хасан, який виступив у другій годині ночі за місцевим радіо з повідомленням про ліквідацію спроби перевороту, звинуватив «деякі уряди арабських країн, і в першу чергу уряд Лівії», у заохоченні змовників. Через три дні змовники були страчені.
16 серпня 1972 року зроблено другу спробу військового перевороту. Марокканська авіація здійснила спробу збити літак з королем Хасаном II на борту під час його повернення до Рабата після візиту у Францію. З одного з літаків ескорту, що зустріли літак короля в марокканському повітряному просторі, було відкрито вогонь з кулеметів і проведено обстріл ракетами. Королівський літак було пошкоджено, проте пілоту все ж вдалося здійснити посадку на Рабатському аеродромі Салі. Після цього інші літаки з ескорту атакували будівлю аеровокзалу та територію аеропорту. «Король Хасан II не постраждав і попрямував з аеропорту в одну зі своїх резиденцій у Рабаті… За словами брата короля принца Абдалли, що перебував на борту Боїнга, Хасан II зв'язався по радіо з льотчиками, які обстрілювали його літак. Назвавшися бортінженером, він сказав, що обидва пілоти королівського літака вбиті, а сам король тяжко поранений. Атакуючі, повіривши у це повідомлення, припинили вогонь… Як передає агентство Рейтер з Рабата, літаки ескорту, з яких зроблені постріли по королівському лайнеру „Боїнг-727“, входили до складу марокканських Військово-повітряних сил і піднялися з бази в Кенітра, за декілька десятків кілометрів від Рабата… Вірні уряду війська оточили військово-повітряну базу в Кенітра та встановили над нею повний контроль. Начальник бази майор Куєра, що керував замахом на короля, заарештований». Наступного дня міністр національної оборони Марокко генерал М. Уфкір покінчив життя самогубством.

#### Роль у світовій політиці
З 1979 Хасан II був головою Комітету AL QODS, що об'єднує голів держав арабського світу. король Саудівської Аравії Фахд присвятив Хасану II такі слова: «Я можу сказати, що мій брат, Його Величність Король Хасан II — один з небагатьох сучасних правителів, який зробив для своєї країни багато великих та корисних справ. Він завжди намагався терпляче та наполегливо здійснювати прагнення свого народу».
Хасан II був посередником у близькосхідному конфлікті та зокрема при підготовці ізраїльсько-єгипетських переговорів у Кемп-Девіді. У Марокко пройшла перша зустріч президента Єгипту Анвара Садата та прем'єр-міністра Ізраїлю Менахема Бегіна.

### Після смерті
Одразу після кончини Хасана II у тронному залі Королівського палацу Ріяд відбулася церемонія вступу на престол нового 36-річного Короля Марокко Мухаммеда VI. У своїй тронній промові він, особливо підкреслив, що буде зберігати історичні традиції країни. Після цього найважливіші державні та громадські діячі Марокко принесли присягу своєму новому монарху. Мухаммед VI, також як і його батько, отримав середню освіту у школі при палаці. Закінчив Королівський університет у Рабаті, а потім продовжив освіту в аспірантурі у Ніцці, де отримав ступінь доктора права.

#### Похорон
Похорон Короля Хасана II відбулися у неділю 25 липня 1999 року у столиці Королівства Рабаті. У жалобній церемонії, яку очолював Могамед VI, брали участь: їх Величності королева Нідерландів Беатрікс, король Іспанії Хуан Карлос I і Королева Софія, король Бельгії Альберт II, король Йорданії Абдалла II, султан Оману Кабус, емір Кувейту шейх Джабер ас-Сабах, емір Катару шейх Халіфа аль-Тані, емір Бахрейну шейх Хамад аль-Халіфа, а також саудівський наслідний принц-регент Абдалла, британський наслідний принц Чарльз, син сирійського президента Башар аль-Асад, президенти США Білл Клінтон та Джордж Буш, Франції — Жак Ширак, Єгипту — Хосні Мубарак, Палестини — Ясір Арафат, Алжиру — Бутефліка та інші.
Встановлену на гарматному лафеті труну з тілом Хасана II було покрито чорним покривалом, розшитим цитатами з Корану. Весь шлях прямування до Королівської усипальниці був зайнятий натовпами народу, більше двох мільйонів осіб прийшли особисто попрощатися зі своїм монархом. Великі групи людей з співом монархічних гасел: «Бог, Вітчизна, Король!» Намагалися прорвати оточення, щоб наблизитися до труни. Поліції з великим труднощами вдавалося стримувати порядок. Траурний кортеж проїхав вулицями Рабату з палацу Ріяда, повз стародавнього лабіринту Аруба. Король Хасан II був похований поруч з могилою свого батька у Королівському мавзолеї. У країні було оголошено 40-денний траур.

## Критика
Критики Хасана II звинувачують його у масових репресіях, тортурах, висилках інакодумців та політичних вбивствах. Зокрема, у Тазмамарті, було побудовано величезний тюремний комплекс, де політичні в'язні утримувалися в каторжних умовах.
Дохід населення у Марокко був менше 10 доларів на людину на місяць, більше половини була повністю неписьменною, а п'ята частина безробітною. При цьому сам Хасан II вважався одним з найбагатших людей планети і його стан обчислювалася мільярдами доларів США.
У жовтні 1965 року в Парижі марокканськими спецслужбами за допомогою деяких спецслужб (наприклад Израильский Моссад)[неавторитетне джерело] було викрадено та убито Махді Бен-Барка — лідера опозиційної партії «Національна спілка народних сил»: Проте обставини його загибелі залишаються туманними, замовники і виконавці досі точно не встановлені..
Проте наприкінці його правління, багатьом опозиціонерам було дозволено повернутися в країну. А в 1998 році, за дорученням короля, кабінет міністрів очолив Абдаррахман Юсуфі — видатний опозиціонер (провів 15 років в вигнань) і лідер опозиційної лівої партій Соціалістичний союз народних сил, яка перемогла разом з союзниками по опозиційному блоку «Кутла» на парламентських виборах 1997 року.

## Цікаві факти
- Під час правління Хасана II у Касабланці було побудовано грандіозну мечеть, яку було названо його ім'ям.
- З ініціативи Хасана II в країні розпочато (триває досі) масштабна програма з будівництва водосховищ з метою забезпечення водними ресурсами населення країни, її промисловості і сільського господарства. Одне з водосховищ на сході країни було названо його ім'ям (Barrage Hassan 2).[13]